# U.S. Men's Clay Court Championships 1970
L'U.S. Men's Clay Court Championships 1970 è stato un torneo di tennis giocato sulla terra. È stata la 60ª edizione del U.S. Men's Clay Court Championships, che fa parte del Pepsi-Cola Grand Prix 1970. Si è giocato a Indianapolis negli Stati Uniti dal 27 luglio al 2 agosto 1970.

## Campioni

### Singolare
Cliff Richey ha battuto in finale  Stan Smith con il punteggio di 6–2, 10-8, 3–6, 6–1

### Doppio
Arthur Ashe /  Clark Graebner hanno battuto in finale  Ilie Năstase /  Ion Țiriac con il punteggio di 2–6, 6–4, 6–4